# Campionato del mondo femminile di scacchi lampo 2024
Il Campionato del mondo femminile di scacchi lampo 2024 (nome ufficiale FIDE Women's World Blitz Championship 2023) è stata la 12ª edizione ufficiale dei mondiali femminili blitz. Il torneo si è disputato a New York, negli Stati Uniti d'America dal 30 al 31 dicembre 2024. L'evento si è svolto in concomitanza con il mondiale blitz assoluto ed è stato preceduto dai mondiali rapidi assoluto e femminile, che si sono svolti nello stesso luogo. La campionessa uscente era Valentina Gunina.
Il titolo è stato vinto dalla campionessa del mondo femminile allora in carica Ju Wenjun, che ha battuto in finale agli spareggi la connazionale Lei Tingije per 3,5 a 2,5.

## Formula
Il torneo era composto di una prima fase di 11 turni a sistema svizzero e una seconda fase ad eliminazione diretta tra le prime otto classificate, con match di quattro partite totali per ciascun turno. Il tempo di gioco era di tre minuti per ciascun giocatore e due secondi di incremento a mossa.
Potevano partecipare all'evento:
1. Coloro che avevano raggiunto almeno i 2 250 punti Elo FIDE in una delle tre cadenze "Standard", "Rapid" e "Blitz";
2. Tutte le campionesse nazionali in carica a qualsiasi cadenza;
3. Invitate dalla FIDE;
4. Invitate dall'organizzatore dell'evento.

### Spareggi
Per la prima fase a sistema svizzero sarebbero valsi i seguenti spareggi tecnici:
1. Buchholz tagliato;
2. Buchholz totale;
3. AROC 1;[N 1]
4. Scontri diretti, classifica avulsa;
5. Sorteggio.

Per la seconda fase a eliminazione diretta, un match conclusosi con la parità avrebbe previsto:
1. Una partita secca con tempo tre minuti a testa e due secondi di incremento a mossa da mossa 1, sorteggiando il bianco;
2. In caso di ulteriore parità, si sarebbe ricorso a un'ulteriore partita secca come la precedente, ma a colori invertiti;
3. In caso di parità anche a colori invertiti, si sarebbe proseguito ripetendo il punto 1 ed eventualmente il punto 2 fino a che non fosse emersa una vincitrice.

## Montepremi
Il montepremi totale era di USD 200 000 così suddivisi:
| P.    | Premio     | P.      | Premio    |
| ----- | ---------- | ------- | --------- |
| 1º    | 60 000 USD | 9º      | 5 000 USD |
| 2º    | 40 000 USD | 10º     | 2 500 USD |
| 3º-4º | 20 000 USD | 11º-15º | 1 500 USD |
| 5º-8º | 10 000 USD | 16º-20º | 1 000 USD |

## Risultati

### Fase a girone unico
Classifica dopo 11 turni (prime otto posizioni):
| P. | Nome                            | Elo B | Punti | TB1  | TB2  | TB3  |
| -- | ------------------------------- | ----- | ----- | ---- | ---- | ---- |
| 1  | Vaishali (India)                | 2357  | 9,5   | 72,5 | 76,5 | 2350 |
| 2  | Lei Tingjie (Cina)              | 2491  | 8,5   | 67,5 | 71,5 | 2304 |
| 3  | Kateryna Lagno (FIDE)           | 2444  | 8     | 73,5 | 79   | 2354 |
| 4  | Valentina Gunina (FIDE)         | 2374  | 8     | 72,5 | 76,5 | 2351 |
| 5  | Ju Wenjun (Cina)                | 2480  | 8     | 70,5 | 76,5 | 2321 |
| 6  | Carissa Yip (USA)               | 2285  | 8     | 69,5 | 73,5 | 2341 |
| 7  | Bıbisara Asaubaeva (Kazakistan) | 2443  | 8     | 63   | 67   | 2284 |
| 8  | Zhu Jiner (Cina)                | 2434  | 8     | 62   | 66   | 2266 |
| 9  | Humpy Koneru (IND)              | 2414  | 8     | 57,5 | 60,5 | 2279 |
| 10 | Dinara Wagner (GER)             | 2335  | 7,5   | 68,5 | 71,5 | 2328 |